# キャロル郡 (バージニア州)
キャロル郡 (英: Carroll County) はアメリカ合衆国バージニア州内に位置する郡である。2000年の人口は29,245人だった。ここの郡庁所在地はヒルズビルである。

## 歴史
キャロル郡はグレイソン郡から分割して1842年に設立された。この郡はメリーランド州出身のアメリカ独立宣言の署名者である、チャールズ・キャロルの名を取って命名された。パトリック郡の一部は後に付け加えられた。

## 地理
アメリカ合衆国統計局によると、この郡は総面積1,237 km2 (478 mi2) である。このうち1,234 km2 (476 mi2) が陸地で3 km2 (1 mi2) が水地域である。総面積の0.27%が水地域となっている。

## 人口動勢

2000年時点のキャロル郡の人口ピラミッド

2000年国勢調査で、この郡は人口29,245人、12,186世帯、及び8,786家族が暮らしている。人口密度は24/km2 (61/mi2) である。12/km2 (31/mi2) の平均的な密度に14,680軒の住宅が建っている。この都市の人種的な構成は白人97.97%、アフリカン・アメリカン0.44%、先住民0.14%、アジア0.10%、太平洋諸島系0.00%、その他の人種0.82%、及び混血0.53%である。ここの人口の1.64%はヒスパニックまたはラテン系である。
この郡内の住民は21.10%が18歳未満の未成年、18歳以上24歳以下が7.20%、25歳以上44歳以下が28.00%、45歳以上64歳以下が26.70%、及び65歳以上が17.00%にわたっている。中央値年齢は41歳である。女性100人ごとに対して男性は97.20人である。18歳以上の女性100人ごとに対して男性は94.10人である。
この郡内の世帯ごとの平均的な収入は30,597米ドルであり、家族ごとの平均的な収入は36,755米ドルである。男性は25,907米ドルに対して女性は19,697米ドルの平均的な収入がある。この郡の一人当たりの収入 (per capita income) は16,475米ドルである。人口の12.50%及び家族の8.70% は貧困線以下である。全人口のうち18歳未満の15.70%及び65歳以上の14.10%は貧困線以下の生活を送っている。

## 町
- Cana
- Fancy Gap
- ヒルズビル (Hillsville)
- ウッドローン (Woodlawn)

## 教育

### 公立高等学校
- キャロル郡高等学校 (Carroll County High School)、ヒルズビル